# Konföderation Senegambia
Die Konföderation Senegambia war eine Konföderation der westafrikanischen Staaten Senegal und Gambia, die vom 1. Februar 1982 bis zum 30. September 1989 bestand. Mit der Namensgebung erlangte der historische geographische Begriff Senegambia eine neue Bedeutung.
Der am 17. Dezember 1981 unterzeichnete Konföderationsvertrag sah die Vereinigung der Streitkräfte, der Währung und des Wirtschaftsraumes vor. Es kursiert in verschiedenen Publikationen die Angabe, dass der Vertrag am 12. Dezember 1981 unterzeichnet wurde, hingegen nennt der von beiden Ländern bei den Vereinten Nationen hinterlegte Text den 17. Dezember. Die Parlamentssprache von Senegambia war Wolof.
Die Konföderation wurde beendet, als die vormals befürchteten innenpolitischen Instabilitäten beider Länder nicht eintraten und die partikularen Interessen beider Staaten wieder verstärkt divergierten. Im August 1989 schlug der gambische Präsident Dawda Jawara vor, die Posten des Präsidenten und des Vizepräsidenten der Konföderation zwischen Gambia und Senegal rotieren zu lassen. Nur wenige Wochen später zog der Senegal die ersten seiner Soldaten aus Gambia ab, die dort auf Grundlage des Konföderationsvertrags stationiert waren. Am 7. Oktober 1989 wurde der Staatenbund formal aufgelöst.